# تربسکو
تربسکو (به چکی: Třebsko) یک منطقهٔ مسکونی در جمهوری چک است که در شهرستان پرژیبرام واقع شده‌است. تربسکو ۲۲۱ نفر جمعیت دارد.